# 草間彌生
草間彌生（日语：／ Kusama Yayoi，1929年3月22日—），被稱為日本現存的經典藝術家，出生於日本長野縣松本市，畢業於京都市立美術工藝學校（現京都藝大）。在1957年移居美國紐約市，並開始展露她占有領導地位的前衛藝術創作，現居住在日本東京。她曾與當代其他藝術家如安迪·沃荷、克拉斯·奥尔登堡、賈斯培·瓊斯一起聯展。被美國藝術網站My Morden Met選為「21世紀十大前衛藝術家」，同時入選的日本藝術家還有山下工美與深堀隆介。

## 簡史

### 早年生活：1929-1949
- 1939年，草間彌生約10歲時產生幻覺幻聽，以及主治醫師西丸四方博士的診斷的高度性障礙（性行為恐懼），而常有自殺企圖。她留有當時為母親畫的鉛筆畫，畫中就已充滿了小圓點。
- 青年時就讀長野縣松本高等女學校（日语：長野県松本蟻ヶ崎高等学校），畢業後到京都市立美術工藝學校（現在的京都市立藝術大學（京都藝大））主修日本畫。

### 在日本的初步成功：1950-1956
到1950年，草間彌生主要在紙上用水彩，不透明水彩及油彩繪畫抽象自然形式。她開始用波卡圓點來覆蓋各種表面，例如墻壁、地板、畫布、以及後來的生活用品與裸體的助理，這些波卡圓點後來成為了她的作品的特徵。
被她稱為“無限的網”的充滿波卡圓點的廣闊領域是直接取自於她的幻覺。1939年草間彌生10歲時，已完成最早有記錄的融入圓點的作品。在圖像中有一個穿著和服的日本女子 (推定為草間的母親）被圓點覆蓋及抹滅。她的第一個大型畫作系列為《無限的網》，其中包含超過30英呎長的畫作。這個系列完全被網和圓點的序列所覆蓋，暗示著她的幻覺。
在草間彌生1954年的畫作《花（D.S.P.S）》中曾說：「某日我觀看著紅色桌布上的花紋，並開始在周圍尋找是否有同樣的花紋，從天花板、窗戶、牆壁到屋子裡的各個角落，最後是我的身體、宇宙。在尋找的過程中，我感覺自己被抹滅，因無限大的時間與絕對的空間感不停旋轉著，我變得渺小而且微不足道。剎那間，我領會到這不是只有我的想像，而是現實中的狀況。我被嚇到了，於是我對紅色桌布和上面的花紋產生了強烈的恐懼，我認為它就像是咒語，正在剝奪我的生活。我衝上階梯企圖逃跑，但階梯卻在我腳下散開，於是我從上面跌下來，腳踝也扭傷了。」

### 紐約市New York：1957-1972
經歷東京和法國的生活，草間彌生在27歲時移居美國。她曾說，她認為日本社會「太小、太奴役、太封建，且太鄙視女性了」。 在前往美國前，她銷毀了很多早期作品。1957年，她移居西雅圖。在西雅圖的佐伊·杜桑（Zoe Dusanne）畫廊中舉辦了畫展。[20]一年後，根據她與喬治亞·歐姬芙的通信，她表達了想要走進紐約市民眾目光的想法，在尋求喬治亞·歐姬芙的建議之後，她搬到了紐約市。[21]在美國期間，她迅速樹立了前衛運動領袖的名聲，她的作品獲得了無政府主義藝術評論家赫伯特·里德（Herbert Read）的讚賞。
1961年她將工作室搬到唐納德·賈德（Donald Judd）和雕塑家伊娃·黑塞（Eva Hesse）所在的大樓，並與黑塞成為了摯友。1960年代初期，草間彌生開始以白色陽具凸起物來覆蓋物品，例如梯子、鞋子及椅子。儘管她對她的畫作進行了細微且複雜的管理，但她還是快速又批量地將它們展示出來，建立了她一直維持的創作產出節奏。她也養成了其他習慣，例如例行性拍攝她的新作品，並經常戴著她標誌性的妹妹頭假髮和五顏六色前衛時尚服飾公開露面。
1963年以來，草間彌生持續她的《無限鏡屋》系列。在這些複雜的無限反射鏡裝置中，專門建造的房間內襯有鏡面玻璃，裡面掛著許多霓虹色的球，這些球以不同高度懸掛在觀看者上方。站在一個小平台的之上，觀察者可以看到光從鏡面表面反復反射，從而創造出一個永無止境的空間的幻覺。
接下來數年，草間彌生創作許多作品，到1966年，她開始嘗試將鏡子，燈光和管道音樂納入室內的獨立式裝置。她把唐納德·賈德（Donald Judd）和約瑟夫·康奈爾（Joseph Cornell）視為朋友和支持者。但是她沒有從工作中獲利。大約此時，草間彌生因過度勞累而定期住院，喬治亞·歐姬芙說服了自己的經銷商伊迪絲·赫伯特（Edith Herbert）購買了幾幅作品，以幫助草間彌生擺脫財務困難。許多男性藝術家複製了她的創造力，並且以此成名，但草間彌生卻沒有。因此，她無法賺到她認為自己應得的財富。這種極度的挫敗感令她企圖自殺。
1960年代，草間彌生在中央公園和布魯克林大橋等引人注目的地方組織了奇特的活動，這些活動通常涉及裸體，旨在抗議越南戰爭。在其中一次活動，她給理查·尼克森（Richard Nixon）寫了一封公開信：只要他中止越戰，她可以和他發生關係。
1966年，草間彌生在未受邀的情況下首次參加了第33屆威尼斯雙年展。她的《自戀庭園》（Narcissus Garden）是由數百個不鏽鋼球放置在室外所構成，放置在她所謂的「運動地毯」中。作品放在意大利展館的戶外展場後，草間彌生穿著金色和服端坐其中。開始每個球體以1,200里拉（2美元）的價格出售，直到被雙年展主辦單位強制驅離。 《自戀庭園》通過媒體的敘述主要是關於藝術家個人的推銷，因為提供了對機械化和商業化的藝術市場進行批判的機會。
1967年至1969年，她集中精力公開宣傳表演，經常在裸露的表演者身上畫波卡圓點，例如，在紐約現代藝術博物館的雕塑花園中舉行快閃行為藝術《喚醒死人大狂歡》（Grand Orgy to Awaken the Dead at the MoMA，1969年）。在這次未經許可的活動中，草間彌生指揮的八位表演者脫下衣服，裸體進入噴泉，並擺出了模仿附近畢加索，賈科梅蒂和馬約爾雕塑的姿勢
在1967年，朱德·雅科特（Jud Yalkut）製作了關於草間彌生的電影，名為《草間的自我消融》。
在1968年，草間彌生在紐約曼哈頓市中心沃克街33號被草間稱為「自我消融」的教堂中主持過一場名叫《同性戀婚禮》的行為藝術，並在紐約市在菲爾莫爾東部（Fillmore East）與佛利伍麥克（Fleetwood Mac）和喬和魚（Country Joe and the Fish）一起演出。她開設了裸體繪畫工作室和一個名為Kusama'Omophile Kompany（kok）的同性戀社交俱樂部。草間彌生的藝術和藝術抗議活動中出現的裸體讓她的家人覺得非常可恥。這使她感到孤單，然後她再次嘗試自殺。
草間彌生在紐約期間，與藝術家唐納德·賈德（Donald Judd）曾有短暫的浪漫關係。她之後與超現實主義畫家約瑟夫·康奈爾（Joseph Cornell）建立了熱情但柏拉圖式的浪漫關係。她比康奈爾年輕26歲，他們每天都會互相打電話，互相畫素描，他會送她為她特製的拼貼畫。他們長期的交往一直持續到1972年康奈爾過世。

### 返回日本：1973–1977年
1973年，草間彌生因病重返日本，在那裡她開始撰寫令人震驚的內臟和超現實主義小說，短篇小說和詩歌。1975年二月，草間彌生短暫的回到日本，原本預計在新宿醫院接受手術治療之後返回美國，卻因為找不出病因，而從此居於日本。對相隔十七年才回到日本的草間彌生來說，日本這種壓抑情緒、抑制個人性慾的社會文化，以及日漸失去日本傳統美感的生活型態令她非常失望，常常在逛街的路上看見文宣她都會在心中感嘆自己已經失去故鄉。不過她仍繼續通過各種媒體製作藝術品，並通過出版多本小說、一本詩歌集和一本自傳來開展文學事業。她的繪畫風格逐漸擴大為畫布上的彩色丙烯酸樹脂。

### 復興時期：1980年代至今
她到達紐約後就開始用一種或兩種有機顏色繪畫（無限網系列），與傑克遜·波洛克（Jackson Pollock），馬克·羅斯科（Mark Rothko）和巴尼特·紐曼（Barnett Newman）的作品進行了比較。當她離開紐約回到故鄉日本，對於草間彌生的評價幾乎都是「醜聞女王」、「不要臉的藝術家」、「裸體的幕後黑手」諸如此類的低俗膚淺評價。直到1980年代末和1990年代，當全世界都在重視裸體乍現和人體彩繪時，草間的重要性才又重新引起了國際關注。 
1987年3月，福岡北九州市立美術館首度召開草間的回顧展，這次的回顧展對於草間來說，有著重要的意義，此次的展覽包含草間從19歲 （1948年）到當時，橫跨近40年的作品，當中包含著水彩、拼貼等46幅完稿的平面作品、以及33件立體作品，總計79件。這次的展覽不僅讓日本對於草間有更深刻的認識，也瞬間使得草間對於前衛藝術的熱情傳達到了世界。
這種現象促成了1989年9月，於紐約國際當代藝術中心（CICA），以銅管的開幕紀念展為名義，召開了《草間彌生回顧展》。這次的展覽成為美國對於草間彌生藝術重新認識的契機。不僅如此，在這次的展覽中重新整理出的展覽文稿中，也讓同時讓美國對於戰後的藝術有了新的貴重資料的發展。
1993年草間以日本代表身分正式參加第45屆「威尼斯雙年展」，這次是繼1966年突襲式參加第33屆威尼斯雙年展算起，相隔27年真正正式以日本人的身分受到邀請。
1994年草間開始著手於戶外雕塑，於福岡健康中心、福岡美術館、倍樂生直島藝術圈、霧島藝術之森、松本市美術館、新瀉縣松代車站站前、大林組總公司大廳、赤穗市立圖書館、法國的里爾(Lille)車站站前、好萊塢、韓國安養市設置戶外雕塑，並於里斯本的地鐵走道製作壁畫。
2015年至2016年，由瑪麗·勞伯格（Marie Laurberg）策劃的斯堪的納維亞半島首個回顧展前往該地區的四個主要博物館，在丹麥的路易斯安那現代藝術博物館開幕，並繼續前往挪威的海涅·恩斯塔德博物館，瑞典的摩登那博物館和芬蘭的赫爾辛基美術博物館。這次大型展覽包含了100多個展品和大型鏡室裝置。它介紹了自首次創作之後從未向公眾展示的早期作品，其中包括對草間彌生從1960年代開始的實驗性時裝設計的介紹。
2017年，她的作品50年回顧展在華盛頓特區的赫希霍恩博物館（Hirshhorn Museum）開幕。展覽設有六個無限鏡室，併計劃前往美國和加拿大的五個博物館。
2017年2月25日，草間彌生的《我對南瓜的永恆之愛》展覽是她在赫希霍恩博物館（Hirshhorn Museum）的無限鏡室中六個組成部分之一，但由於其中一個發光的南瓜雕塑受到損壞，該展覽暫時關閉了三天。這個房間佔地13平方英尺（1.2平方公尺），裡面裝滿了60多個南瓜雕塑，是博物館有史以來最受歡迎的景點之一。赫希霍恩博物館的發言人艾莉森·派克（Allison Peck）在一次採訪中說，博物館「從未有這種遊客需求的展覽」，在開幕到臨時關閉之間，平均有8000名遊客參觀。媒體上關於受損雕塑的成本以及其損壞程度的報導相互矛盾，但艾莉森·派克（Allison Peck）表示：「單個作品沒有內在價值，那是較大作品的製造組件。」展品經過重新配置，且草間彌生已為展品製作一個新的雕塑以彌補丟失的雕塑。《無限之鏡》展覽在藝術評論家以及社交媒體上引起轟動。博物館參觀者在Instagram帳戶上分享了34,000張展覽圖片，並使用#InfiniteKusama主題標籤在社交媒體上發布了3.3億次印象，這是展覽結束後第二天的史密森尼學會的報導。
這些作品為Instagram自拍提供了完美的環境，而無意中增加了作品的表演性。

同樣在2017年，草間彌生博物館在東京開幕，展出了她的作品。
2019年11月9日，草間彌生的《每天為愛祈禱》展覽在David Zwirner畫廊展出，直到2019年12月14日。該展覽包括雕塑和繪畫。展覽伴隨著大衛·卓納（David Zwirner）出版的目錄，其中包含藝術家的文字和詩歌。該展覽還包括她初次亮相的無限鏡屋——宇宙的曙光「飛向宇宙的舞動之光」（INFINITY MIRRORED ROOM——The Dawn of the Universe ‘DANCING LIGHTS THAT FLEW UP TO THE UNIVERSE’ ），2019年。
2020年1月，赫希霍恩（Hirshhorn）宣布將在即將舉行的名為《永恆的人：赫希霍恩（Hirshhorn）收藏品中的草間彌生》的展覽中，首次公開收購的草間彌生的作品，其中包括兩間無限鏡房。
展覽名稱來源於草間彌生在1968年給時任總統理查德·尼克森的一封公開信中寫道：「讓我們忘掉自己，最親愛的理查德，並與絕對的人合而為一。」 對於草間彌生來說，在她的一生中總是在思考著如何讓生命的路走得更加完善，所以打從十幾歲就開始計畫的她來說，她相信生命是寧靜中綻放出的斑斕光彩，所以在後期，對於藝術的概念就是死亡，對於她來說死亡就是從生命這間房間走向另一間空間，不可怕，其實本質上是相同的。
藝術可以說是維繫生命的主因。在《草間彌生無限的網》一書當中，草間自己提到：「因此為了藝術，再怎麼辛苦我都不會後悔，我就是這樣一路走到現在，今後也會這樣繼續生活下去。」

## 現況
她目前住在東京的心理治療所中，繼續從事藝術創作，她的工作室離治療所不遠，她曾經常對媒體表示「如果不是為了藝術，我應該很早就自殺了。」
2018年，拍攝紀錄片《點止草間彌生》(港譯)，當中亦有提及到無限圓點與強迫症的因由及過往挑戰社會界限地創作藝術的後果。
2018年，於倫敦再次展出在1966年時在未受邀請的狀態下於第 33 屆威尼斯雙年展展出的Narcissus Garden Kusama” （自戀庭園，草間）。

## 特色

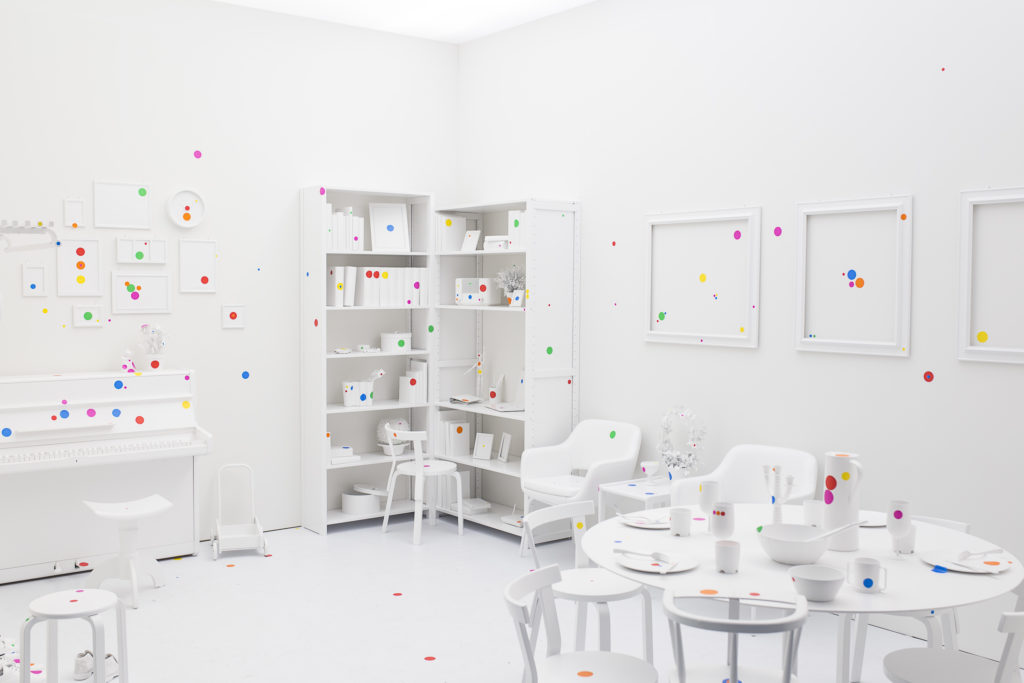
互動式作品《消融之屋》，參觀者可以在此空間中任意貼上圓點貼紙，空間中的家具擺設按照參展地區而各別設計

草間彌生的創作被評論家歸類到相當多的藝術派別，包含了女性主義、極簡主義、超現實主義、原生藝術（Art Brut）和抽象表現主義等。但在草間對自己的描述中，她僅是一位「精神病藝術家」（obsessive artist）。從她的作品中可以看到，她企圖呈現的是一種自傳式的、深入心理的、性取向的內容；草間所用的創作手法則有繪畫、軟雕塑、行動藝術與裝置藝術等。
草間在相當早的創作時期就發展出了自己的特色，她善用高彩度對比的圓點花紋加上鏡子，大量包覆各種物體的表面，如牆壁、地板、畫布、家裡會出現的物品（還有裸體的助理）。她自己的打扮往往也與作品有很高的同質性，並以短上衣和非常強烈的眼影妝及鮮豔紅色假髮聞名。草間曾說明這些視覺特色都來自於她的幻覺，她認為這些點組成了一面無限大的捕捉網（Infinity nets），代表了她的生命。
此外，草間也發展出自己獨特的「繁殖」特色，她有許多作品都以蕈類聚生的造型出現。在1990年代之後，草間加入了商業藝術的領域，與時裝設計界合作，推出了帶有濃厚圓點草間風格的服飾，並開始販賣許多藝術商品。

## 軼事

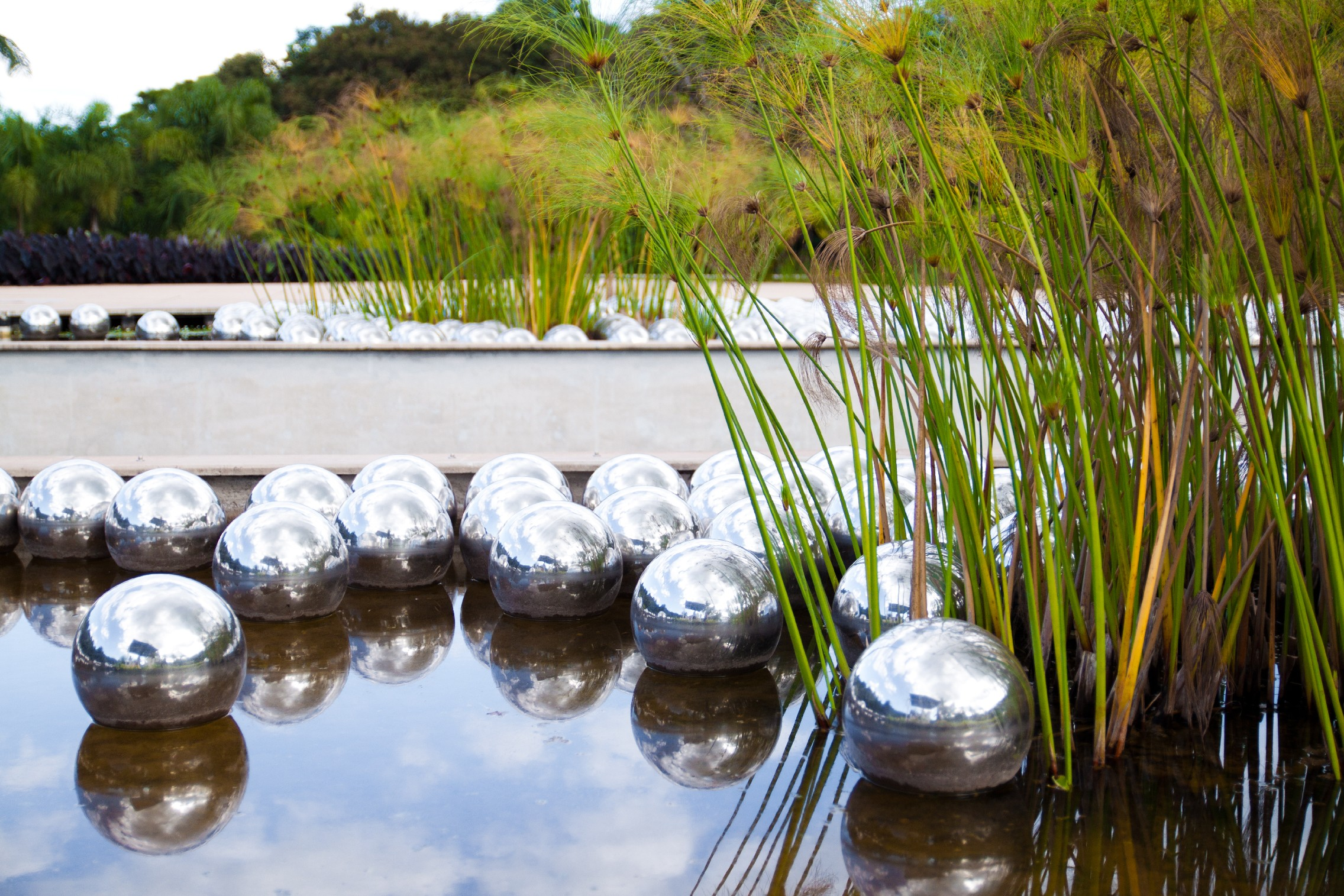
《自戀庭園》
（Narcissus Garden, 1966 / 2009）

- 早期草間彌生在美國時一直很想參加威尼斯雙年展，因此在1966年她帶著她的作品《自戀庭園》（Narcissus Garden），在未受官方邀請下「自行參加」了第33屆威尼斯雙年展：趁著半夜時自己一個人將總共1500顆不鏽鋼球（球的內部是塑膠製，每顆直徑30公分）放在Italian Pavilion戶外展場上，草間本人穿著金色和服端坐其中。以每顆不鏽鋼球2美元的價格售出，一方面以賺取生活費，另一方面也被認為她大力批評當年商業化的藝術市場。雖然她很快就被主辦單位強制驅離，但她獨特的做法也引起了不少熱烈的討論與關注。

## 作品與出版物

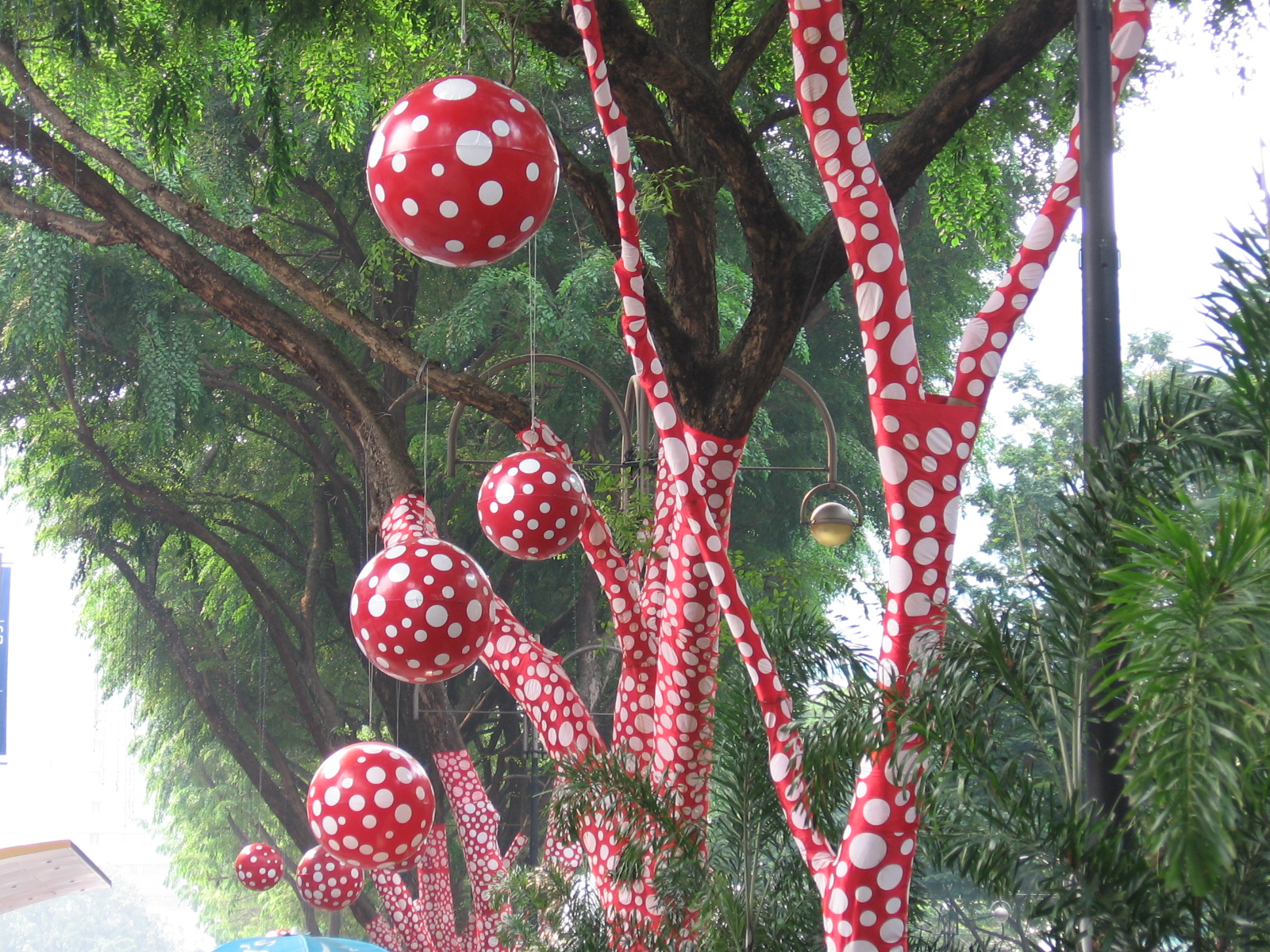
《Ascension of Polkadots on the Trees》（2006）

### 著作
草間彌生也是日本當代作家之一，自她在1978年回到日本定居之後，陸續出版了含自傳在內有10幾本書籍。除了前面生平提到的幾本重要小說之外，還包括了《聖馬克教堂的燃燒》（1985年）、《天地之間》（1988年）、《拱形吊燈》（1989年）、《櫻塚的雙重自殺》（1989年）、《如此之憂》（詩集，1989年）、《鱈魚角的天使》（1990年）、《中央公園的毛地黃》（1991年）、《沼地迷失》（1992年）、《紐約故事》（1993年）、《螞蟻的精神病院》（1993年）、《堇的強迫》（1998年）、《1969年的紐約》（1998年）
「聖マルコ教会の燃焼」（1985）、「天と地の間に」（1988）、「アーチシャンデリア」（1989）、「心中桜塚」（1989）、「真の懸念」（詩、1989）、「ケープコッド·エンジェル」（1990）、「セントラル·パークフォックスグローブ」（1991）、「ロストを係留」（1992）、「ニューヨーク·ストーリー」（1993）、「蟻精神病院」（1993）、「ヴィオラ強制」（1998）、「ニューヨーク1969」（1998年）

### 表演藝術
草間彌生的《行走的作品》（Walking Piece，1966），以一系列18幅彩色幻燈片來呈現，草間彌生穿著日本傳統的和服及拿著陽傘於紐約街頭行走。和服意味著日本風俗中女性的傳統角色。但陽傘實際上是一把黑色的雨傘，外表面漆成白色，並裝飾有假花，被故意製作的看起來很不真實。草間彌生帶著一個未知的任務沿著空無一人的街道走去。然後她無故轉身哭泣，最終走開並從視線中消失了。
這個表演通過對和服的聯想，表現了亞裔婦女需要持續面對的刻板印象。但是作為住在紐約的前衛藝術家，她的處境改變了這件衣服的意涵，創造了跨文化的融合。草間彌生可以通過強調在世界上最大的熔爐中對人進行文化分類的荒謬性，從而突出了美國白人觀眾對她進行分類的刻板印象。

### 電影作品
在1968年，草間彌生和朱德·雅科特（Jud Yalkut）的合作作品《草間的自我消融》在比利時第四屆國際短片大獎 和第二屆馬里蘭電影節（Maryland Film Festival）上均獲得了大獎，並在安阿伯電影節（Ann Arbor Film Festival）上獲得了二等獎。草間彌生製作並出演的1967年實驗電影描繪了草間彌生在她周圍的所有物體（包括身體）上畫波卡圓點。
在1991年，草間彌生參演了由村上龍（Ryu Murakami）執導和執導的電影《墮落東京（Tokyo Decadence）》。在1993年，她與英國音樂家彼特·蓋伯瑞（Peter Gabriel）在橫濱合作。

### 相關時尚作品
1968年，草間創立了草間時裝有限公司，並開始在布魯明黛的“草間角”出售前衛時尚。在2009年，草間彌生設計了一款手提包形狗形手機外殼的粉紅色電話，名為為了太空旅行的手提袋——我的小狗玲玲（Handbag for Space Travel, My Doggie Ring-Ring）。以及在被稱為圓點成癮——滿溢的喜悅與圓點（Dots Obsession, Full Happiness With Dots）的紅色和白色點點的方形手機內帶有鏡子的電話。這些是為了日本移動通信巨頭KDDI公司的“ iida”品牌所設計的。 每一種電話各限量1,000件。
2011年，草間彌生為蘭蔻的六種限量版唇彩創作了作品。 同年，她與馬克·雅各布斯（Marc Jacobs，2006年訪問了日本的工作室）合作生產了一系列路易威登產品， 其中包括皮革製品，成衣，配飾，鞋子，手錶和珠寶。 該產品於2012年在SoHo快閃店中面市，該商店以草間彌生的觸手狀突起和圓點裝飾。終於，在世界各地開設了另外6家快閃店。當被問及與馬克·雅各布斯的合作時，草間彌生說“他對藝術的真誠態度”與她自己一樣。

### 她接受的委託案件
迄今為止，草間彌生已經為公共和私人機構完成了幾項主要戶外雕塑的委託任務，主要是鮮豔奪目的怪獸一般巨大的植物和花卉，包括福岡市立美術館的《南瓜》（1994）。松本市美術館的《幻之華》（2002年）；新潟縣松代站的《花開妻有》（2003年）； 法國里爾（Lille）歐拉里爾街區《香格里拉鬱金香》（Tulipes de Shangri-La，2003）； 在香川直島的《南瓜》（2006年）。在安養的《充滿愛意對安養說你好》（Hello, Anyang with Love，2007年）；和位於洛杉磯的比佛利山莊的《生活讚美詩：鬱金香》（Hymn of Life: Tulips，2007年）。在1998年，她在里斯本的東方車站的走廊上創作了壁畫。除了這些大型作品，她還製作了一些較小規模的戶外作品，包括一對成對的斑點狗狗Key-Chan和Ryu-Chan。所有的戶外作品均採用高度耐用的玻璃纖維強化塑料澆鑄而成，然後塗上氨基甲酸乙酯漆以達到完美的光澤。
草間彌生在2010年設計了一款Town Sneaker的周遊巴士，她的名字叫“ 水玉亂舞”（野生圓點舞），其路線經過她的家鄉松本。2011年，她受命設計數百萬張袖珍倫敦地鐵地圖的封面，作品名稱為《在倫敦的波卡圓點盛宴》（Polka Dots Festival in London，2011）。與2012年在惠特尼美國藝術博物館的一次藝術家作品展覽同時，草間彌生的繪畫《黃樹》（1994）的複製品以120英呎（37 m）的尺寸，覆蓋了紐約米特帕金地區正在建造的公寓大樓。 與此同年，草間彌生構思了她的地板裝置《千眼》（Thousands of Eyes），作為布里斯班新伊麗莎白女王二世法院的委託。

## 荣誉
- 2014年，第9屆安吾獎[43]

### 日本勋章奖章
- 绀绶褒章（2002年公布）
- 文化勋章（2016年11月3日公布[44]）